# NGC 765
NGC 765 est une vaste galaxie spirale barrée située dans la constellation du Bélier. NGC 765 a été découverte par l'astronome allemand Albert Marth en 1864.

## Caractéristiques
Sa vitesse par rapport au fond diffus cosmologique est de 4 851 ± 19 km/s, ce qui correspond à une distance de Hubble de 71,6 ± 5,0 Mpc (∼234 millions d'al).
La base de données NASA/IPAC classe NGC 765 comme une spirale intermédiaire, mais on voit nettement la présence d'une barre sur l'image de l'étude SDSS. Le classement de spirale barrée par Wolfgang Steinicke et le professeur Seligman semble correspondre mieux à cette galaxie.
La classe de luminosité de NGC 765 est II_III et elle présente une large raie HI.
En raison d'une brillance de surface égale à 15,04 mag/am2, on peut qualifier NGC 765 de galaxie à faible brillance de surface (LSB en anglais pour low surface brightness). Les galaxies LSB sont des galaxies diffuses (D) avec une brillance de surface inférieure de moins d'une magnitude à celle du ciel nocturne ambiant.

## Groupe d'IC 187
NGC 765 fait partie du groupe d'IC 187. Ce groupe comprend au moins 14 galaxies, dont NGC 765, NGC 776, IC 187 et IC 1764. Ces quatre galaxies, ainsi qu'UGC 1451 (noté 0155+2507 (pour CGCG 0155.6+2507)) sont aussi mentionnées par Abraham Mahtessian dans un article paru en 1998. Mahtessian donne cependant le nom de groupe de NGC 765 à ce groupe de cinq galaxies.